# 劉獲
參數所指定的目標頁面不存在，建議更正成存在頁面或直接建立下列一個頁面（建立前請先搜尋是否有合適的存在頁面可以取代）：
- 刘获 (乐阳侯)

劉獲（?—?），北魏陳郡（今河南项城）人。527年七月，刘获和同乡鄭辯在西华反魏，改年号为天授，并与南梁谯州刺史湛僧智合谋，北魏任命东豫州（今河南息县）刺史曹世表为东南道行台来讨伐刘获。众将领因刘获人多势强，官军全是些残兵败卒，不敢交战。
曹世表患背肿，坐车出来告诉统军是云宝：“出其不意而发动攻击，一战即可击败在州民中有名望刘获和郑辩，只要刘获被打败了，那么湛僧智自然就会逃跑的。”于是挑选兵马交给是云宝，天黑时出城，天刚亮对刘获发起进攻，大败刘获，穷追而不舍，余党全被铲平。